# Ніж Шиліна

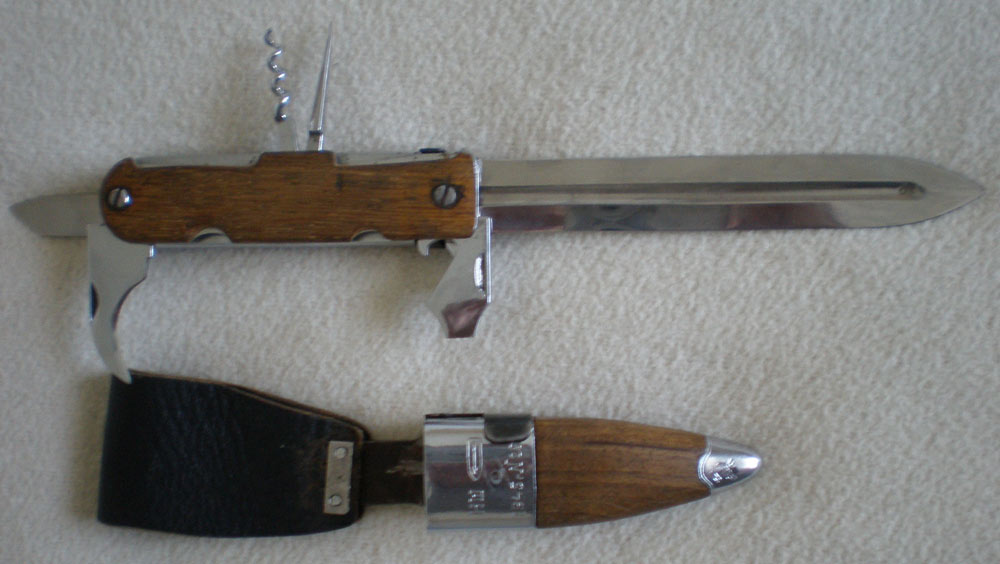
Ніж Шиліна

Ніж Шиліна (рос. нож Шилина, НШ) — складаний ніж, розроблений на замовлення радянської армії і призначений для вищого офіцерського складу.
Автор ножа працював заступником головного конструктора Ковровського заводу № 2 ім. К. О. Кіркіжа. До речі, саме на цьому заводі працювали відомі конструктори вогнепальної зброї В. О. Дегтярьов та Г. С. Шпагін.
У серію ніж пішов у 1945 році, але кількість зброї була вкрай невелика — до 200 екземплярів. Наразі невідомо, чому не було прийнято тогочасне рішення про більш масове виробництво ножа Шиліна.
Конструкція ножа досить цікава. Довжина клинка в 1,5 раза перевершує довжину руків'я, внаслідок чого він вбирається в нього не повністю, що вимушує носити його в піхвах, подібно нескладаним ножам. Клинок має двосічне загострення, а в руків'ї знаходяться викрутка, шило, штопор, відкривачка для пива, консервний ніж.
Піхви ножа Шиліна короткі, призначені тільки для захисту кінця клинка, який виступає з руків'я. Вони виготовлені з дерева, мають всередині конструктивні елементи, які автоматично висувають лезо на повну довжину при вийманні.